# Aringay
Aringay (Bayan ng Aringay) är en kommun i Filippinerna. Kommunen ligger på ön Luzon, och tillhör provinsen La Union. Folkmängden uppgår till 47 458 invånare.
Aringay är indelat i 24 barangayer.